# ماتیاس سوله
ماتیاس سوله (انگلیسی: Matías Soulé؛ زادهٔ ۱۵ آوریل ۲۰۰۳) بازیکن فوتبال اهل آرژانتین است که برای باشگاه رم بازی می‌کند.

## دوران ملی
سوله سه بازی برای تیم ملی فوتبال زیر ۱۶ سال آرژانتین انجام داد.
وی برای اولین بتر در تاریخ ۳ نوامبر ۲۰۲۱ به تیم ملی بزرگسالان آرژانتین برای بازی روبروی اروگوئه و برزیل دعوت شد اما در مقابل هیچ‌یک از این دو تیم در فهرست نفرات مسابقه قرار نگرفت.